# トロイ (映画)
『トロイ』（Troy）は、2004年のアメリカ映画。古代ギリシアのトロイア戦争を元にした歴史戦争映画である。

## 概要
ホメロスの叙事詩『イリアス』などで描かれた神々と英雄の織り成す神話としてではなく、あくまで架空の人間のドラマとしてのトロイア戦争を描き興行的にも成功を収めた。
作品内容及び登場人物が人間性を強調して描かれているため、主人公アキレスも神の庇護を受けた英雄としてではなく、あくまで普通の人間の武将として扱われている。

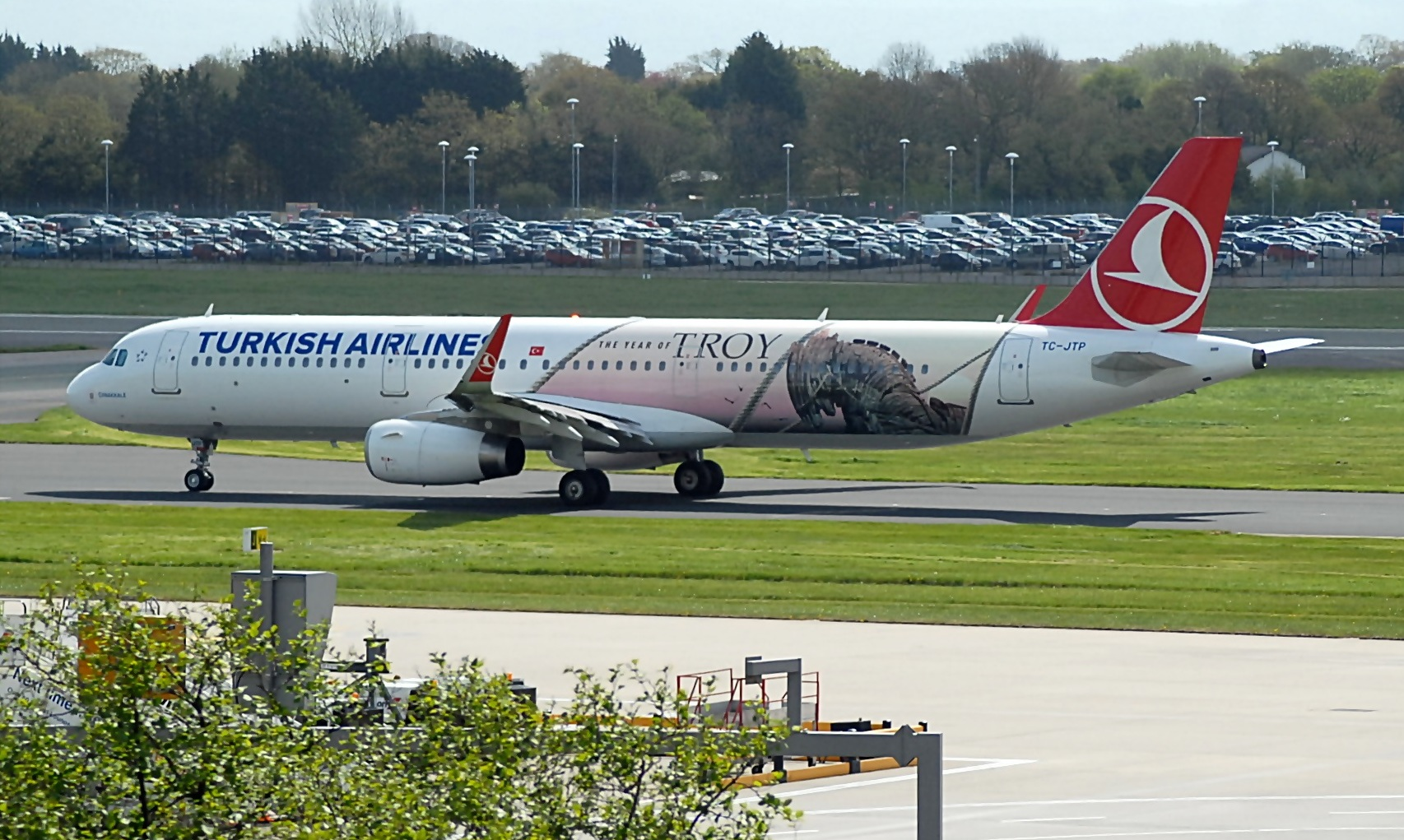
ターキッシュ エアラインズエアバスA321の映画のラッピング航空機

## あらすじ
トロイとスパルタの間に和平が結ばれた日、トロイ王子パリスはスパルタの王妃ヘレンと禁じられた恋に落ち、駆け落ち同然にトロイへと彼女を連れ帰ってしまう。パリスの兄ヘクトルは激怒するが弟可愛さに彼を守ることを決意し、トロイ王にして彼らの父であるプリアモスもヘレンを受け入れる。
ヘレンの夫であるスパルタ王メネラオスはこれに激怒し、ギリシアの諸王国の盟主にしてメネラオスの兄であるミュケナイ王アガメムノンを頼る。アガメムノンはこれを口実にトロイを征服しようと、ギリシア連合軍によるトロイ侵攻を決定する。
ギリシアの勇者アキレスは自分や兵士たちを駒としか見ていないアガメムノンに対して不満を抱いていたが、親友オデュッセウスの頼みを受け、歴史に名前を残すため参戦を決意。家臣のミュルミドン達を率い、自分を尊敬する従弟のパトロクロスを伴ってトロイへと赴く。
最初の戦いはギリシア軍有利に進められた。先陣を切って飛び込んだアキレスとミュルミドンは瞬く間に浜辺を守るトロイ軍を蹴散らし、アポロンの神殿へと攻め込む。パリスの従妹である巫女ブリセイスはアキレスに捕らわれてしまい、アキレスは救援に駆けつけたヘクトルに再戦を約束して引き上げる。
アキレスは自分の物になることを拒むブリセイスに興味を抱き、徐々に彼女へ惹かれていく。ブリセイスもまた自分を丁重に扱うアキレスに心を許すようになる。しかしアキレスが自分の指示を無視した事に腹を立てたアガメムノンはアキレスからブリセイスを取り上げ、兵卒達へ慰みものとして与えてしまう。怒り狂ったアキレスは強引にブリセイスを取り戻すが、これによってアガメムノンとの敵対関係は決定的なものとなり、アキレスは戦闘を放棄する。
パリスは戦争を終わらせて故郷を救うため、メネラオスとの一騎討ちに挑むことを決意する。両軍が息を呑んで見守る中で二人は対決するが、パリスは防戦一方に追い込まれ、ついに窮地に陥る。足元に縋って助けを求めるパリスの姿にたまりかね、ヘクトルは約定を破って助太刀し、メネラオスを殺してしまう。激怒したアガメムノンは一斉攻撃の命令を下すが、アキレスとミュルミドンを欠いたギリシア軍はヘクトル率いるトロイ軍に打ち負かされる。
自軍の窮状にもかかわらず戦わないアキレスが批判され、さらに帰郷まで決意したことに耐えかねたパトロクロスは、アキレスの鎧兜を身に纏い、影武者としてミュルミドンを率いて戦場に赴く。その見事な戦いはギリシア軍の士気を取り戻し、ついにはトロイ軍もヘクトルが出撃して迎え撃つ。パトロクロスはヘクトルへと挑むが敵わずに討たれ、ヘクトル、トロイ軍、ギリシア軍は、アキレスと思っていた人物の正体がパトロクロスであったことに衝撃を受け、戦いを止める。
パトロクロスが殺されたことを知ったアキレスは激怒し、たった一人でトロイ城門の前まで戦車を走らせる。幾度も自分を呼ばわる声を聞いたヘクトルは死を覚悟し、父と妻、弟に別れを告げて決闘に挑む。激戦の末にヘクトルを討ったアキレスだが、怒りが収まらぬ余りヘクトルの死体を戦車で引きずり回して自軍へと持ち去ってしまう。
その夜、危険を冒して単身でギリシア軍の陣地までプリアモス王が訪ねてくる。息子の遺体を返して欲しいという彼の涙ながらの懇願に心を打たれたアキレスはヘクトルの遺体と共にブリセイスをトロイへと送り返す。ヘクトルの遺体は荼毘に付され、両軍は彼を弔うため一時の休戦を約束する。
度重なる敗戦にギリシア軍は勝算なしと見て撤退の準備を進めていた。しかしオデュッセウスは兵士が子供の土産にと作っていた木彫りの馬を見て、起死回生の作戦を思いつく。トロイへの供物として巨大な木馬を造って撤退したと見せかけ、木馬がトロイに運び込まれたら中に隠れた兵士が門を開け、待機していた軍勢で攻め込もうというのだ。アキレスはミュルミドンたちを帰還させ、ブリセイスを助けるため木馬の中に乗り込む。

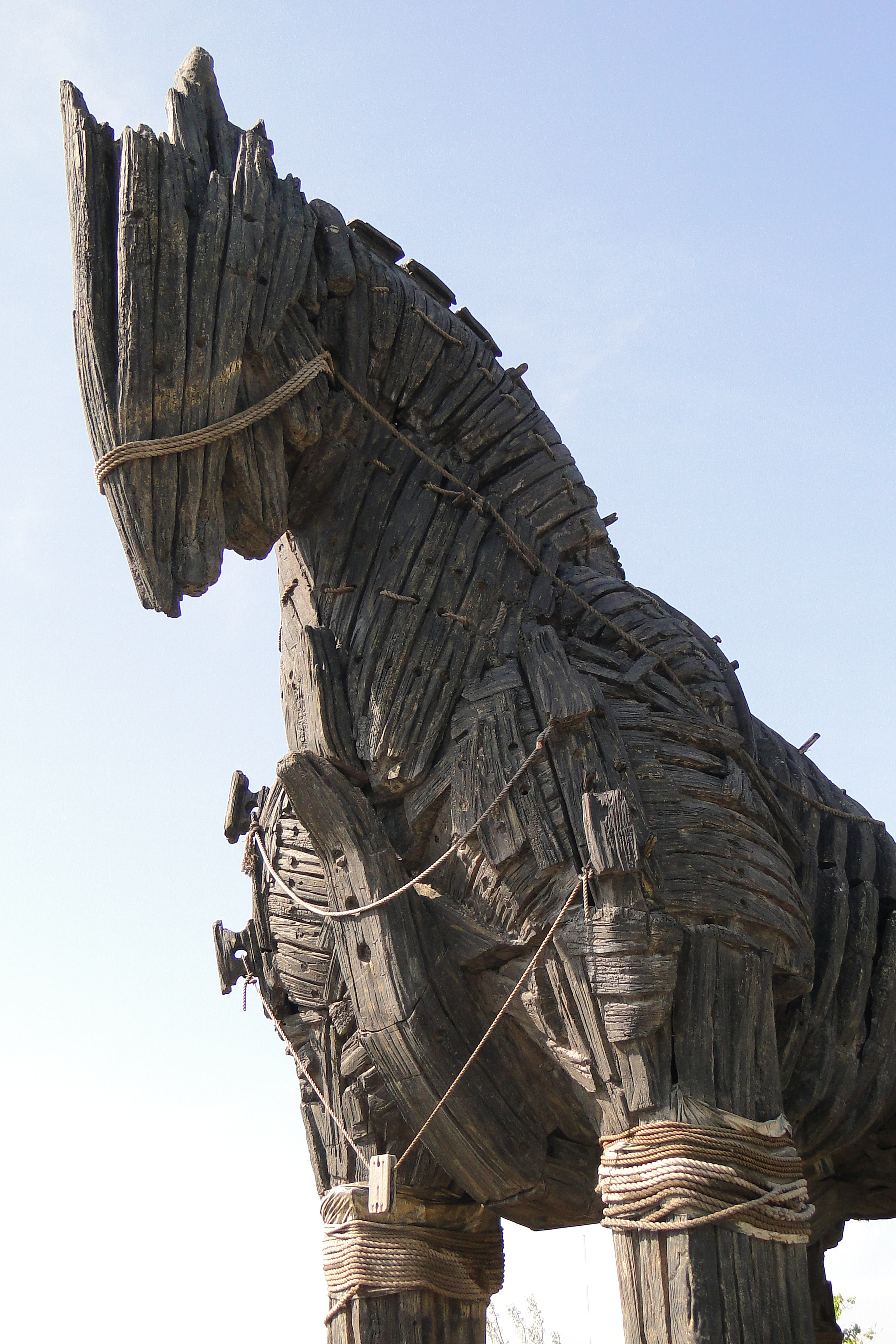
木馬

木馬の策略に騙されたトロイは、瞬く間に炎上する。パリスはアイネイアスにトロイの宝剣とブリセイス、ヘレンを託して脱出させる。ギリシア兵による一方的な破壊と略奪が市民を襲う中、アガメムノンはプリアモス王を殺し、ブリセイスを捕えるが逆に刺殺される。ブリセイスを探し求めるアキレスはとうとう彼女を助け出すが、そこに兄ヘクトルの復讐に燃えるパリスが現れ、アキレスに矢を放つ。踵を射抜かれて崩れ落ちるアキレスはさらに胸に矢を受け、ブリセイスに逃げるよう伝えて息絶える。
生き延びたオデュッセウスは、やがてこの戦いは伝説となり、男たちの名が英雄として語り継がれていくだろうことを確信する。

## キャスト

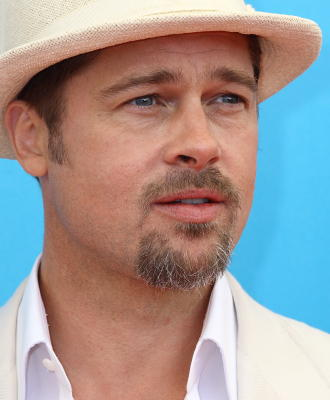
ブラッド・ピット
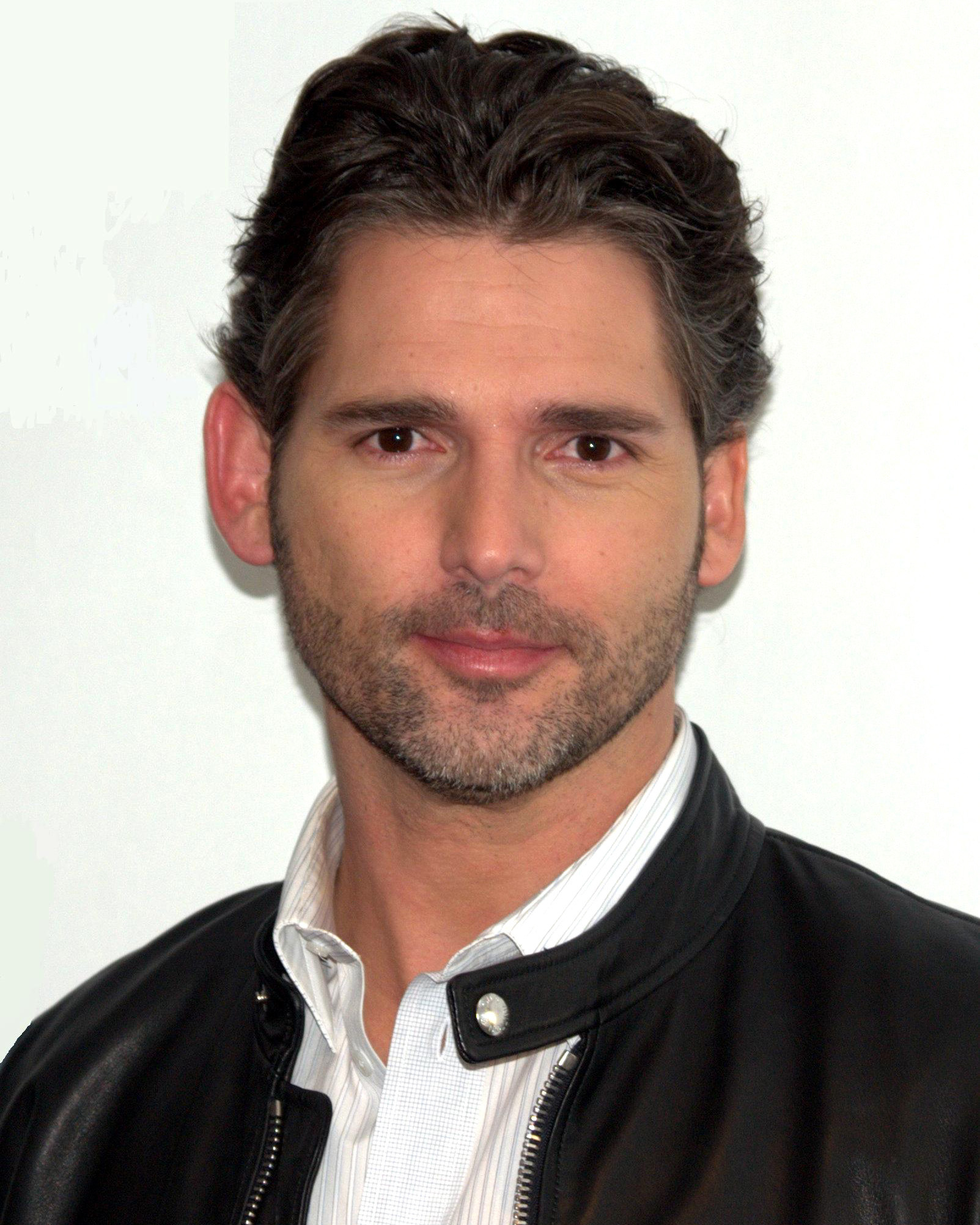
エリック・バナ
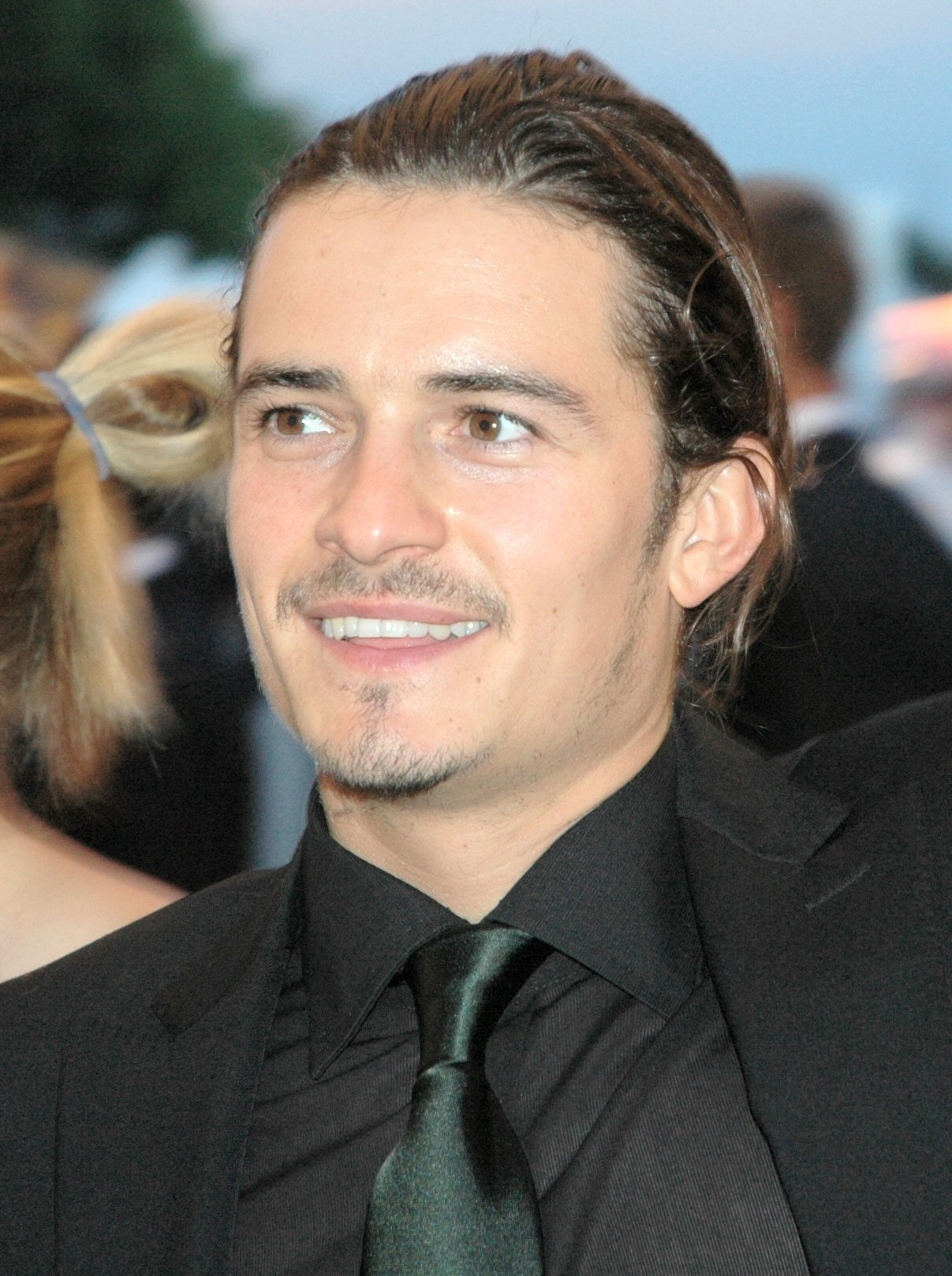
オーランド・ブルーム
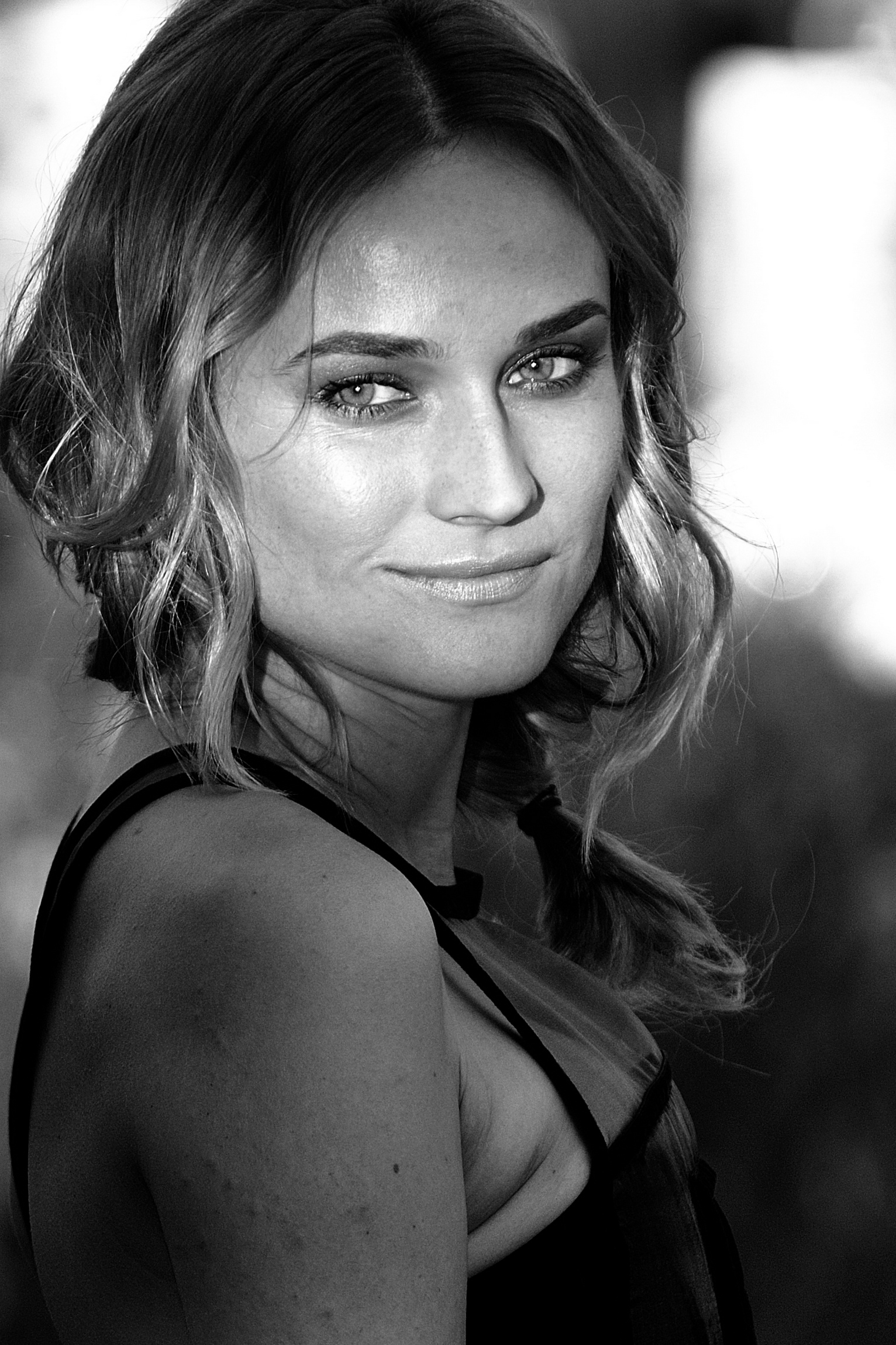
ダイアン・クルーガー
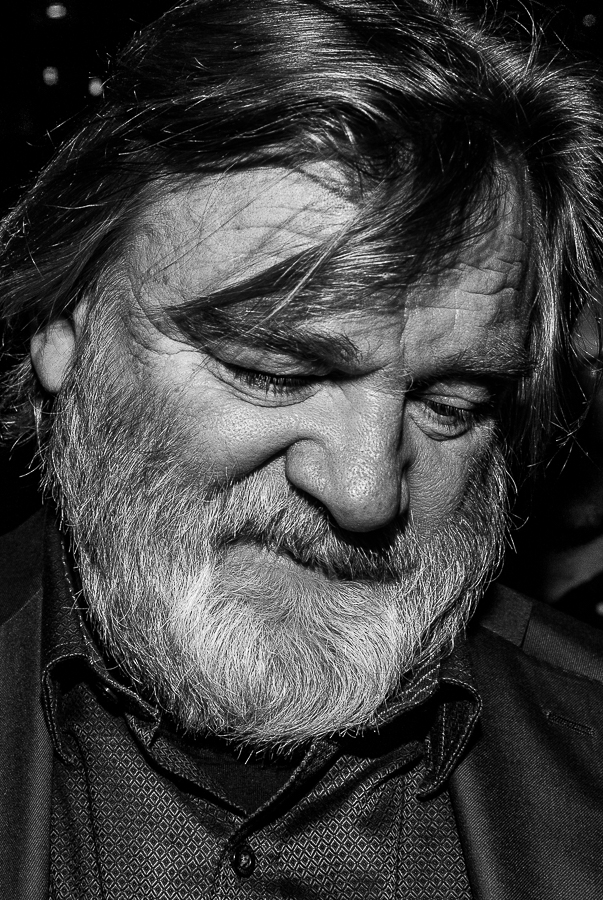
ブレンダン・グリーソン

| 役名           | 俳優                     | 日本語吹替 | 日本語吹替                                               |
| 役名           | 俳優                     | 劇場公開版 | テレビ朝日版                                             |
| -------------- | ------------------------ | --- | -------------------------------------------------------- |
| アキレス       | ブラッド・ピット         | 咲野俊介 | 山寺宏一                                                 |
| ヘクトル       | エリック・バナ           | 寺杣昌紀 | 内田直哉                                                 |
| パリス         | オーランド・ブルーム     | 平川大輔 | 平川大輔                                                 |
| ヘレン         | ダイアン・クルーガー     | 田中敦子 | 岡寛恵                                                   |
| オデュッセウス | ショーン・ビーン         | 大塚芳忠 | 磯部勉                                                   |
| アガメムノン   | ブライアン・コックス     | 内海賢二 | 石田太郎                                                 |
| プリアモス     | ピーター・オトゥール     | 大木民夫 | 羽佐間道夫                                               |
| メネラオス     | ブレンダン・グリーソン   | 稲葉実 | 石田圭祐                                                 |
| テティス       | ジュリー・クリスティ     | 北浜晴子 | -                                                        |
| ブリセイス     | ローズ・バーン           | 小林さやか | 弓場沙織                                                 |
| アンドロマケ   | サフロン・バロウズ       | 野沢由香里 | 八十川真由野                                             |
| トリオパス     | ジュリアン・グローヴァー | 坂口芳貞 | 青野武                                                   |
| ネストル       | ジョン・シュラプネル     | 内田稔 |                                                          |
| パトロクロス   | ギャレット・ヘドランド   | 加瀬康之 | 竹若拓磨                                                 |
| グラウコス     | ジェームズ・コスモ       | 村松康雄 | 藤本譲                                                   |
| エウドロス     | ヴィンセント・リーガン   | 内田直哉 | 牛山茂                                                   |
| アイアス       | タイラー・メイン         | 石住昭彦 | 斎藤志郎                                                 |
| その他         | N/A                      | 長嶝高士 仲野裕 辻親八 石井隆夫 桐本琢也 岩田安生 原田晃 本田貴子 里見圭一郎 魚建 園部好德 近藤広務 田中一永 藤本たかひろ 藤井啓輔 市川まゆ美 村上あかね | 中博史 青山穣 木村雅史 白熊寛嗣 津々見沙月 奈良徹 北沢力 |
| ナレーション   | ナレーション             | 屋良有作 |                                                          |
|                |                          | |                                                          |
| 演出           |                          | 羽田野千賀子 | 伊達康将                                                 |
| 翻訳           |                          | 佐藤恵子 | 佐藤恵子                                                 |

- 劇場公開版：VHS・通常版DVD収録

後発されたディレクターズ・カット版DVDとBlu-ray Discには収録されていない。
- テレビ朝日版：初回放送2007年4月29日『日曜洋画劇場』21:00-23:24

『日曜洋画劇場』の「40周年特別企画」として放送された。

## 音楽
この映画のサウンドトラックは、2004年5月11日にリプリーズ・レコードからリリースされた。

## ロケ地
撮影は地中海やメキシコなど世界各地で行われた。史実とは異なり広大な海岸の砂丘の先に都市国家トロイの巨大な外壁が存在するという設定であるが、これはメキシコのサンルーカス岬にセットが組み立てられた。トロイの街は地中海のマルタ島のメリアに再現された。

## 評価
監督を務めたウォルフガング・ペーターゼンは、ホメロスの『イリアス』からインスピレーションを受けた、としている。しかし、この作品は、トロイア戦争の伝承と様々な点で異なる事が指摘されることが多く、批判の対象となった。映画自体が完全なフィクションでありながら、元ネタがあまりに有名であるがゆえに、神話でも歴史でもないというこの映画のスタンスは、後述のような批判が後を絶たなかった。
しかしながら、トロイア戦争も『イリアス』もただのモチーフに過ぎないので、映画の内容と神話上の設定ならびに『イリアス』との違いを論じて批判するのは的外れであるという意見や、登場人物の役回りと設定の変更は、オリジナル映画としては当然であるという肯定的な意見も少なくなかった。このため、作品内容の評価が賛否両論を呼んだにもかかわらず、豪華スター共演で興行的には大成功するという結果となった。

### 神話との相違点
作品のストーリー展開が伝承と違う事について、『文藝春秋』誌上で塩野七生がこの映画を酷評する評論を書いている。指摘の内容は、以下の3点である。
- 不義を嫌っているはずのアキレスがオデュッセウスの策謀に協力しトロイの木馬に乗ってトロイを攻め落とした事。
- アキレスが弱点のかかと以外にも矢を受けて死ぬ事。(かかと以外の矢を自力で抜いた後で絶命し、遺体はかかとを射られて死んだように見える)
- 脚色について。

また、『イリアス』は、ヘクトルの死で終わっているので、その後の「トロイの木馬」などの陥落のエピソードはその他のトロイ戦争の伝承によっている。これらの伝承と大きく違うのは、以下の2点である。
- アキレスとブリセイスの悲恋が中心に描かれており、アキレスはトロイが陥落時に戦死する。
- 神々が一切登場せず、人間世界の視点で話が進む。

他にも、メネラオスが中盤でヘクトルの不意打ちによって死んでしまう点や、アガメムノンがブリセイスに刺殺される点、パリスが死なず、ヘレン、アンドロマケとともに逃亡している点、ブリセイスとヘクトルは従兄弟という設定になっている点などが挙げられる。
そもそも、映画自体が神話を元にせず人間ドラマの観点から制作されているため、『イリアス』で神々が関与する場面は、何らかの形で人間によるフォローが入れてある。事実、「神々」といっても、はっきり名前が登場するのはアポロンとポセイドンくらいで、ポセイドンはたった一度名前が出されるだけである。またアキレスの母親テティスも神話では海の女神だが、作中では普通の人間として扱われている。
- 後半のヒロイン的存在ブリセイスは、『イリアス』では「神官の娘で、アポロンに仕えている少女」程度の扱いであったが、本作ではアキレスが心を開き、深く愛する女性として描かれている。アキレスはトロイア陥落直後真っ先に、メネラオスやヘレンではなく、彼女を救うため戦場を奔走する。
- メネラオスとパリスの死闘で追い詰められたパリスは、『イリアス』ではアフロディテによって助けられるが、映画では兄ヘクトルの足にすがりつき、助けを求め、ヘクトルがメネラオスを殺している。
- アキレスへの神の庇護は直接描写はされず、アキレス自身や彼の母親の台詞の中で仄めかされるのみとなっている。作中あくまで普通の人間として扱われているため、神話ではパリスに弱点のかかとを射られて即死してしまうが、本作ではかかとを射られた後に胸に矢を受けて死ぬこととなった。

## その他
ブラッド・ピットが当作品に満足していないと噂されると、彼に直接電話をかけて「うちに所属していれば、あんな映画には出演させなかった。」と勧誘したエージェントがいたという。しかし彼は耳を貸さず、エージェントも替えなかった。
2009年には33分の未公開シーンを追加したディレクターズカット版Blu-rayとDVDが発売された。